# Historia del uniforme del Club Social y Deportivo Colo-Colo

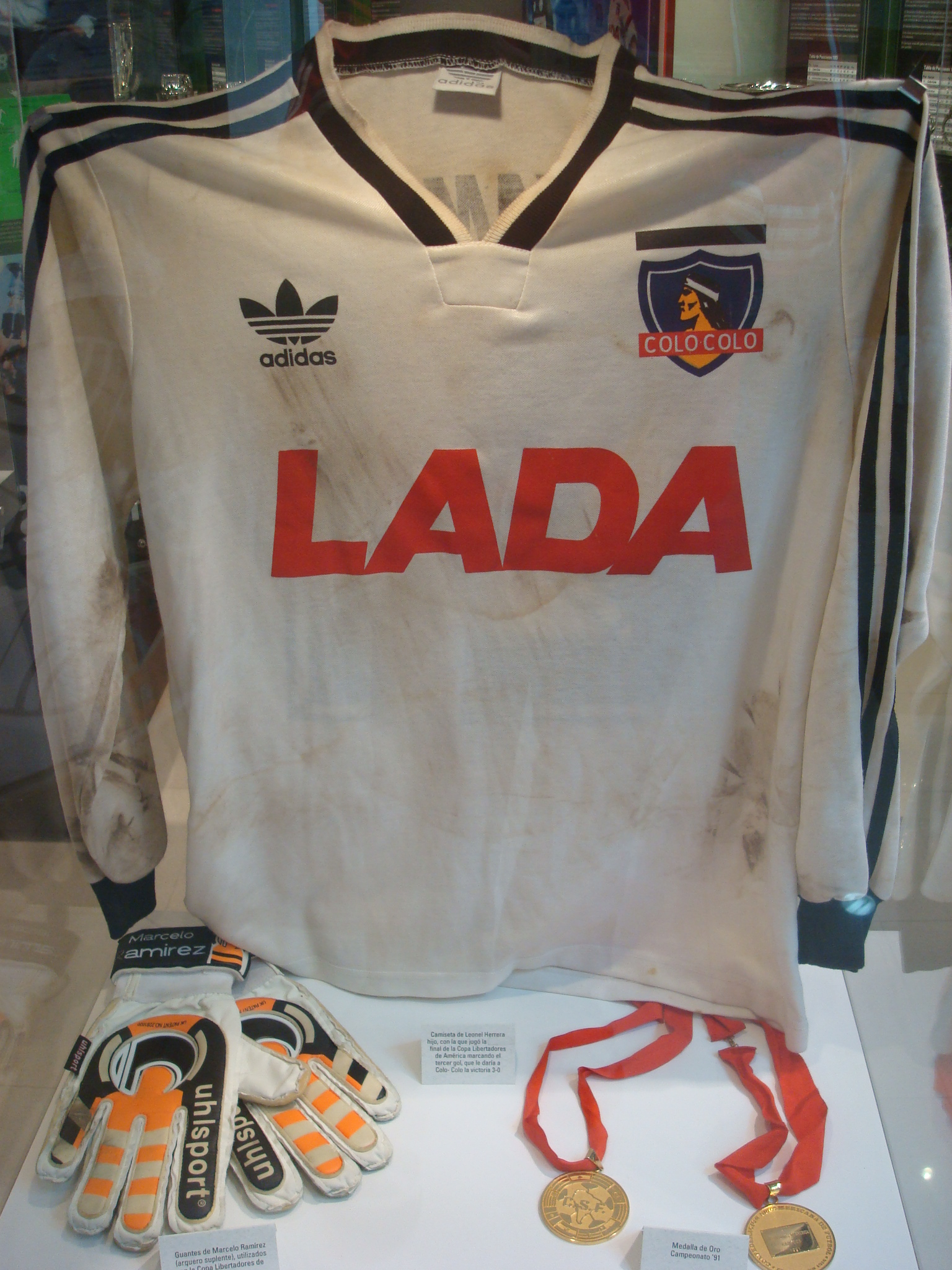
Camiseta utilizada por Leonel Herrera en la final de la Copa Libertadores 1991, en donde marcó el último de los tres goles con los cuales Colo-Colo derrotó a Olimpia.

El uniforme del Club Social y Deportivo Colo-Colo fue definido por Juan Quiñones el propio 19 de abril de 1925, día de la fundación de la institución. Camiseta blanca, que representaría la pureza, pantalones negros, como símbolo de seriedad, medias azul marino con una franja blanca y zapatos negros con una franja roja, según proposición de David Arellano. En lo que respecta a las medias, tradicionalmente se ha señalado que dicho modelo fue adoptado como homenaje a la Armada de Chile, sin embargo, aquella elección estuvo relacionada en realidad al hecho de que Guillermo Cáceres, quien propuso este diseño, conocía vendedores clandestinos de productos de la marina en Valparaíso. Adicionalmente, los zapatos de fútbol que utilizó el club en sus primeros años, confeccionados por David Arellano y un zapatero de apellido Navarrete, fueron los primeros en contar con un sistema de toperoles en Chile.
Desde la trágica muerte de Arellano en Valladolid, durante la gira internacional de 1927, la camiseta de Colo-Colo lleva un crespón, cinta horizontal de color negro, que representa el luto eterno de la institución a la partida de su fundador. Debido a esto, durante los años 1930 el equipo recibió el apodo de los enlutados. Al comienzo, esta barra iba en la manga izquierda de la camiseta, hasta que en 1974 fue ubicada sobre la insignia del club.
En lo que respecta al uniforme alternativo, Colo-Colo ha usado diversos modelos y colores a lo largo de su historia deportiva. La primera vez que Colo-Colo utilizó otra camiseta fue en el partido frente al América de México, en marco de la gira internacional de club en 1927, cuando el color crema de la camiseta rival obligó a los albos a usar camisetas prestadas del Necaxa. El primer uniforme alternativo propio estuvo conformado por una camiseta de color verde, utilizada por vez primera en el año 1927. A partir de esta época, Colo-Colo cambió periódicamente su uniforme de recambio.
En los años 1940 y 1950 Colo-Colo debía cambiar su camiseta cuando enfrentaba a Santiago Morning, ya que era el único equipo que también vestía de blanco en Primera División, pero con la diferencia de que la fecha de fundación del Morning es anterior a Colo-Colo, por lo cual era el cuadro cacique quien debía cambiar de indumentaria. En los mediados de los años 1970 el club adoptó oficialmente un uniforme de color rojo, usando los mismos pantalones y medias del uniforme titular. El año 1988 se estableció la camiseta negra como alternativa oficial, dejando la polera roja como tercer uniforme en algunas ocasiones.

## Uniforme titular
| 1925-39 | 1940-50 | 1950-51 | 1952 | 1952-54 | 1955-67 | 1964-70 | 1970-75 | 1976 |

| 1977 | 1979-83 | 1981-82 | 1982-84 | 1985 | 1985-86 | 1986 | 1987 | 1988-89 |

| 1989-91 | 1991 | 1992-93 | 1993-95 | 1995-96 | 1996-97 | 1997-99 | 1999-00 | 2001-02 |

| 2002-03 | 2004 | 2006 | 2008 | 2009 | 2010 | 2011 | 2012 | 2013 |

| 2014 | 2015 | 2016 | 2017 | 2018-19 | 2019-20 | 2021 | 2022 | 2023 |

| 2024 | 2025 |

## Uniforme alternativo
| 1927 | 1929 | 1935 | 1935-36 | 1937-38 | 1938 | 1939 | 1939 | 1940-41 |

| 1940-43 | 1941 | 1942-43 | 1948 | 1948 | 1950 | 1951 | 1951 | 1952-54 |

| 1961-62 | 1962-63 | 1963-64 | 1965 | 1966 | 1969 | 1971 | 1972 | 1973 |

| 1977 | 1977-78 | 1979-80 | 1981-82 | 1982-83 | 1983-84 | 1985-86 | 1986 | 1987 |

| 1988 | 1988-89 | 1989-91 | 1991 | 1992-93 | 1993-95 | 1995-96 | 1996-97 | 1997-99 |

| 1999-00 | 2001-02 | 2002-03 | 2004 | 2009 | 2011 | 2012 | 2013 | 2014 |

| 2015 | 2016 | 2017 | 2018-19 | 2019-20 | 2021 | 2022 | 2023 | 2024 |

| 2025 |

## Tercer uniforme
La marca deportiva Umbro confeccionó camisetas especiales para la participación del club en la Copa Libertadores 2011, como homenaje de la obtención del trofeo continental por parte de los albos justo 20 años antes. La indumentaria local constó de un modelo blanco, mientras que la suplente de una camiseta negra, ambas con una estrella dorada sobre el escudo y además del himno de la institución escrito en su parte frontal, también en letras doradas.
En 2021, en el marco de la celebración de los 30 años de la obtención de la Copa Libertadores, Adidas lanzó una camiseta conmemorativa de color plata, inspirada en el trofeo de la Copa Libertadores, y con blanco y negro a los costados, en honor a los colores tradicionales del club. Fue estrenada en el partido frente a Deportes La Serena por la fecha 10 del torneo nacional 2021.
| 2001 | 2003 | 2008 | 2011 | Archivo:Kit right arm coloint11a.png 2011 | 2016 | 2017 | 2018-19 | 2019-20 |

| 2021 | 2022 | 2023 | 2024 | 2024 |

## Cuarto uniforme
Para la Supercopa de Chile 2023, por problemas de utilería, Colo-Colo no pudo utilizar la tercera equipación de color dorado por el cambio de auspiciador, por lo que se lanzó una nueva indumentaria de color negro con vivos blancos.
| 2023 |

## Indumentaria y patrocinadores
Esta es la cronología de las marcas y patrocinadores de la indumentaria del club.
| Período   | Proveedor    |
| --------- | ------------ |
| 1979-1980 | Adidas       |
| 1981      | Power        |
| 1982      | Adidas       |
| 1983-1984 | Puma         |
| 1985      | LP           |
| 1985-1986 | Penalty      |
| 1987-1988 | Adidas       |
| 1989-1991 | Puma         |
| 1991      | Adidas       |
| 1991-1993 | Pony         |
| 1993-1995 | Adidas       |
| 1995-2002 | Nike         |
| 2002-2003 | Puma         |
| 2004-2005 | Reebok       |
| 2006-2013 | Umbro        |
| 2014-2019 | Under Armour |
| 2019-2020 | Umbro        |
| 2021-     | Adidas       |

| Período   | Patrocinador   |
| --------- | -------------- |
| 1980      | Cerveza Cóndor |
| 1981      | Power          |
| 1982      | La Tercera     |
| 1985      | Lozapenco      |
| 1986-1989 | LAN Chile      |
| 1990-1992 | Lada           |
| 1993-2014 | Cristal        |
| 2015-2017 | DirecTV        |
| 2018-2020 | MG Motor       |
| 2021-2022 | Pilsen del Sur |
| 2023-2024 | Coolbet        |
| 2025-     | Jugabet        |

| Período       | Patrocinador                                          |
| ------------- | ----------------------------------------------------- |
| 1990-1992     | Kamaz (dorsal)                                        |
| 1997-1998     | Corfinsa (pantalón)                                   |
| 2001-2004     | Pepsi (pantalón)                                      |
| 2006-2008     | Líder (pantalón)                                      |
| 2008-presente | Sodimac (pantalón)                                    |
| 2018-2021     | Fox Sports Premium (mangas)                           |
| 2019-2020     | Movistar (mangas y frontal)                           |
| 2019-2020     | PES 2020 (dorsal)                                     |
| 2020-presente | PES 2021 (dorsal)                                     |
| 2020-presente | DirecTV GO (frontal 2020-2022; Dorsal 2020-presente ) |
| 2021-2022     | Rexona (pantalón)                                     |
| 2022          | Betsson (mangas)                                      |
| 2022          | Gac Motors (pecho)                                    |
| 2022          | PedidosYa (medias)                                    |
| 2023-presente | Assist Card (dorsal)                                  |
| 2023-presente | Pilsen del Sur (frontal)                              |
| 2024-presente | Jetour (frontal)                                      |
| 2024-presente | Mercado Libre (medias)                                |
| 2024-presente | Ambilight TV (pantalón)                               |